# Gephyrostegus
Gephyrostegus is een geslacht van uitgestorven basale Tetrapoda uit de groep van de Reptiliomorpha, en het typegeslacht van de familie Gephyrostegidae. De enige soort, Gephyrostegus bohemicus, was een dier met een lengte van tweeëntwintig centimeter (de staart niet meegemeten), en met een min of meer hagedisachtige bouw. Hij had grote ogen en een groot aantal kleine, puntige tanden, wat wijst op een leven als actieve insectenetende jager. Overblijfselen ervan zijn gevonden in Nýřany in Tsjechië, daterend van ongeveer 310 miljoen jaar geleden (Moscovien, Boven-Carboon). Aanvankelijk werd, onder meer door Margaret en James Brough, gedacht dat het geslacht aan de basis van de orde Seymouriamorpha moest worden geplaatst,:147, 160–162:774 maar inmiddels wordt het, samen met Bruktererpeton, in de familie Gephyrostegidae geplaatst, waarvan de fylogenetische positie onduidelijk is. De resultaten van verschillende fylogenetische onderzoeken suggereren dat Gephyrostegus alleen in de verte verwant is aan de Amniota, verder verwijderd dan de Diadectomorpha, Lepospondyli en Seymouriamorfa.

## Beschrijving
Met een lengte van tweeëntwintig centimeter van de snuit tot aan de cloaca was Gephyrostegus bohemicus een van de kleinste geavanceerde Reptiliomorpha ooit gevonden. Het holotype, MB Am. 718 a en 719 b (Museum für Naturkunde, Berlijn), is een exemplaar waarvan de schedel en verspreid liggende elementen van de voorste postcrania bewaard zijn gebleven. Een ander exemplaar, MB1901.1378, eveneens bewaard in Berlijn, is een in anatomisch verband liggend postcraniaal skelet dat alleen de staart en enkele vingerkootjes mist, en waarvan in 1970 een beschrijving werd gegeven door Robert Lynn Carroll.:269–284 Robert Carroll (1970) stelt dat het skelet van Gephyrostegus enige aanpassingen vertoont aan een leven op het land, onder meer in de vorm van de tarsus, en in de stevige constructie van de atlas en de draaier, geschikt om de kop overeind te houden in de afwezigheid van de opwaartse druk van water. Het had ook enkele eigenschappen behouden die kenmerkend zijn voor aquatische niet-amniote tetrapoden, zoals het grote schedelformaat en de niet al te vaste samenhang van de wervels, waardoor het dier minder goed aan een leven op het land aangepast moet zijn geweest dan Amniota. Volgens Carroll bracht Gephyrostegus waarschijnlijk een groot deel van zijn volwassen leven op het land door, maar er mag worden aangenomen dat het de gewoonte om zich in het water voort te planten had behouden.:285

## Naamgevingsgeschiedenis
In zijn artikel van 1902 gaf Otto Jaekel de naam Gephyrostegus bohemicus op basis van het hierboven vermelde holotype. In 1926 meende David Watson echter dat die fossiele resten van Diplovertebron punctatum waren, een al eerder door Antonín Frič beschreven soort. Het gevolg was dat Diplovertebron en Gephyrostegus enkele decennia lang als synoniemen zijn beschouwd, en dat reconstructies werden gebaseerd op de fossiele resten van beide soorten.:775 Watson voegde ook een fossiel uit zijn eigen verzameling (DMSW B.65) aan de lijst van fossielen van Diplovertebron toe.
Margaret en James Brough gaven in hun publicatie van 1967 argumenten waarom Gephyrostegus beslist niet tot dezelfde groep van Reptiliomorpha behoorde als Diplovertebron. In dezelfde publicatie gaven ze de naam Gephyrostegus watsoni aan het kleinere, mogelijk juveniele exemplaar, dat door David Watson eerder aan Diplovertebron punctatum was toegeschreven.:158 Robert Lynn Carroll beschouwde in 1970 het holotype van Gephyrostegus watsoni als een skelet van een onvolwassen individu van G. bohemicus.:775:268 Het vertoont, ook al is het een volkomen onvolwassen individu, slechts enkele van de kenmerken die de skeletten van larven van Discosauriscidae karakteriseren, en de algehele morfologie is zeer vergelijkbaar met die van de volwassen exemplaren.:269
Brough en Brough (1967) beschouwden Solenodonsaurus als een later synoniem van Gephyrostegus,:148 maar andere auteurs beschouwen het als een afzonderlijk geslacht. Van sommige exemplaren die door Brough en Brough aan Gephyrostegus bohemicus werden toegeschreven, werd later vastgesteld dat het basale Eureptilia waren. Hun 'specimen I' werd het holotype van Brouffia orientalis, terwijl 'specimen II' het holotype van Coelostegus prothales werd.

## Hemichthys problematica
Een bijzonder geval is de fossiele schedel die door Antonín Frič in Třemošná (Tsjechië) werd gevonden en waarvan hij aannam dat die van een vis was. In 1895 gaf hij er, onder de naam Hemichthys problematica, een afbeelding en een zeer summiere beschrijving van. Daarbij kondigde hij aan dat een uitgebreidere beschrijving later in het supplement van deel 4 van zijn Fauna der Gaskohle zou verschijnen maar daar is die niet te vinden, en in de index voor het gehele werk komt de naam Hemichthys nergens meer voor. Aan de naam is sindsdien geen aandacht meer besteed. In 2014 meenden Klembara et al. echter dat de schedel van een Gephyrostegus is.:775, 777 Daarmee zou die laatste naam een ouder synoniem hebben. Klembara et al. beargumenteerden dat Hemichthys op basis van ICZN Art. 23.9.1 tot nomen oblitum moet worden verklaard, waarbij Gephyrostegus dan geldt als nomen protectum.:776